# 小皇冠蜑螺
小皇冠蜑螺（学名：Clithon corona），又名棘石蜑螺（p. 33），为蜑螺科石蜑螺屬下的一个种，台灣、日本的沖繩和琉球群島、從菲律賓到密克羅尼西亞、巴布亞新幾內亞、所羅門群島、瓦努阿圖、新喀裡多尼亞均有分布。因無特定樣式花紋，且殼型變異過大，故較難識別（pp. 33, 44），而且與其近親棘冠石蜑螺（Clithon diadema），兩者外觀非常近似，幾乎會混淆到難以區分。